# Drymeia spinicosta
Drymeia spinicosta är en tvåvingeart som beskrevs av Xue och Wang 2007. Drymeia spinicosta ingår i släktet Drymeia och familjen husflugor. Inga underarter finns listade i Catalogue of Life.